# Katrin Beinroth
Katrin Beinroth (Celle, RFA, 15 de septiembre de 1981-23 de junio de 2020) fue una deportista alemana que compitió en judo. Ganó tres medallas en el Campeonato Europeo de Judo entre los años 2003 y 2005.

## Palmarés internacional
| Campeonato Europeo | Campeonato Europeo      | Campeonato Europeo | Campeonato Europeo |
| Año                | Lugar                   | Medalla            | Categoría          |
| ------------------ | ----------------------- | ------------------ | ------------------ |
| 2003               | Düsseldorf (Alemania)   | Medalla de oro     | Abierta            |
| 2004               | Bucarest (Rumania)      | Medalla de bronce  | +78 kg             |
| 2005               | Róterdam (Países Bajos) | Medalla de bronce  | +78 kg             |